# Ганев, Геннадий Юрьевич
Генна́дий Ю́рьевич Га́нев (укр. Геннадій Юрійович Ганєв, 15 мая 1990 года, Сарата, Одесская область) — украинский футболист, вратарь.

## Биография
Родился в Одесской области. Футболом начал заниматься в с. Заря Саратского района, первый тренер — Василий Златов. В турнирах ДЮФЛ Украины выступал за команду одесской ДЮСШ-11 (90 игр, 69 пропущенных мячей, 1 забитый гол). С января 2009 года — в составе одесского «Черноморца». Выступал преимущественно за дублирующий состав, а также за «Черноморец-2» во второй лиге чемпионата Украины. Вторую половину сезона 2011/12 провёл в винницкой «Ниве». Затем перешёл в алчевскую «Сталь». В команде из Луганщины провёл 3 сезона, становился серебряным и бронзовым призёром Первой лиги чемпионата Украины. В 2014 году, в связи вооружённым конфликтом на востоке Украины «Сталь» была расформирована и Ганев стал игроком криворожского «Горняка». Несмотря на конкуренцию со стороны капитана команды Романа Гурина, со временем стал основным вратарём, однако летом 2016 года из-за финансовых проблем «Горняк» снялся с чемпионата. В июне 2016 года подписал контракт с вышедшей в украинскую Премьер-лигу кировоградской «Звездой». Дебютировал в высшем дивизионе 28 августа 2016 года, выйдя в стартовом составе в выездном матче против «Александрии», который стал его единственным матчем за клуб в чемпионате Украины. Также провёл за «Звезду» 1 игру в кубке Украины (против «Полтавы»), после чего, в декабре 2016 года покинул клуб, а позже подписал контракт с «Ингульцом».
В январе 2020 года стал игроком «Берое».

## Достижения
- Серебряный призёр Первой лиги Украины (2): 2010/11, 2012/13
- Бронзовый призёр Первой лиги Украины: 2013/14